# فكتور بوبوف
فكتور بوبوف (بالألمانية: Wiktor Sergejewitsch Popow) (و. 1934 – 2008 م) هو موزع (موسيقى)، من الاتحاد السوفيتي، ولد في بيجيتسك، توفي في موسكو، عن عمر يناهز 74 عاماً.

## التعليم
تعلم في كونسرفاتوار موسكو.

## جوائز
حصل على جوائز منها:
- فنان الشعب في الاتحاد السوفيتي
- جائزة لينين كومسومول [الإنجليزية]‏
- فنان الشعب لجمهورية روسيا السوفيتية الاتحادية الاشتراكية [الإنجليزية]‏
- وسام ترتيب الصداقة بين الشعوب
- نيشان الاستحقاق الوطني في روسيا من الدرجة الرابعة
- فنان الشرف لجمهورية روسيا السوفيتية الاتحادية الاشتراكية [الإنجليزية]‏.

## روابط خارجية
- فكتور بوبوف على موقع ميوزك برينز (الإنجليزية)
- فكتور بوبوف على موقع ديسكوغز (الإنجليزية)